# エイドリアン・サンチェス
- アドリアン・サンチェス

エイドリアン・アルトゥーロ・サンチェス・トマス（Adrián Arturo Sánchez Tomas, 1990年8月16日 - ）は、 ベネズエラのスリア州マラカイボ出身の元プロ野球選手（内野手）。右投右打。愛称はエル・チャモ（El Chamo - スペイン語で「やんちゃ坊主」の意）。

## 経歴

### プロ入りとナショナルズ時代

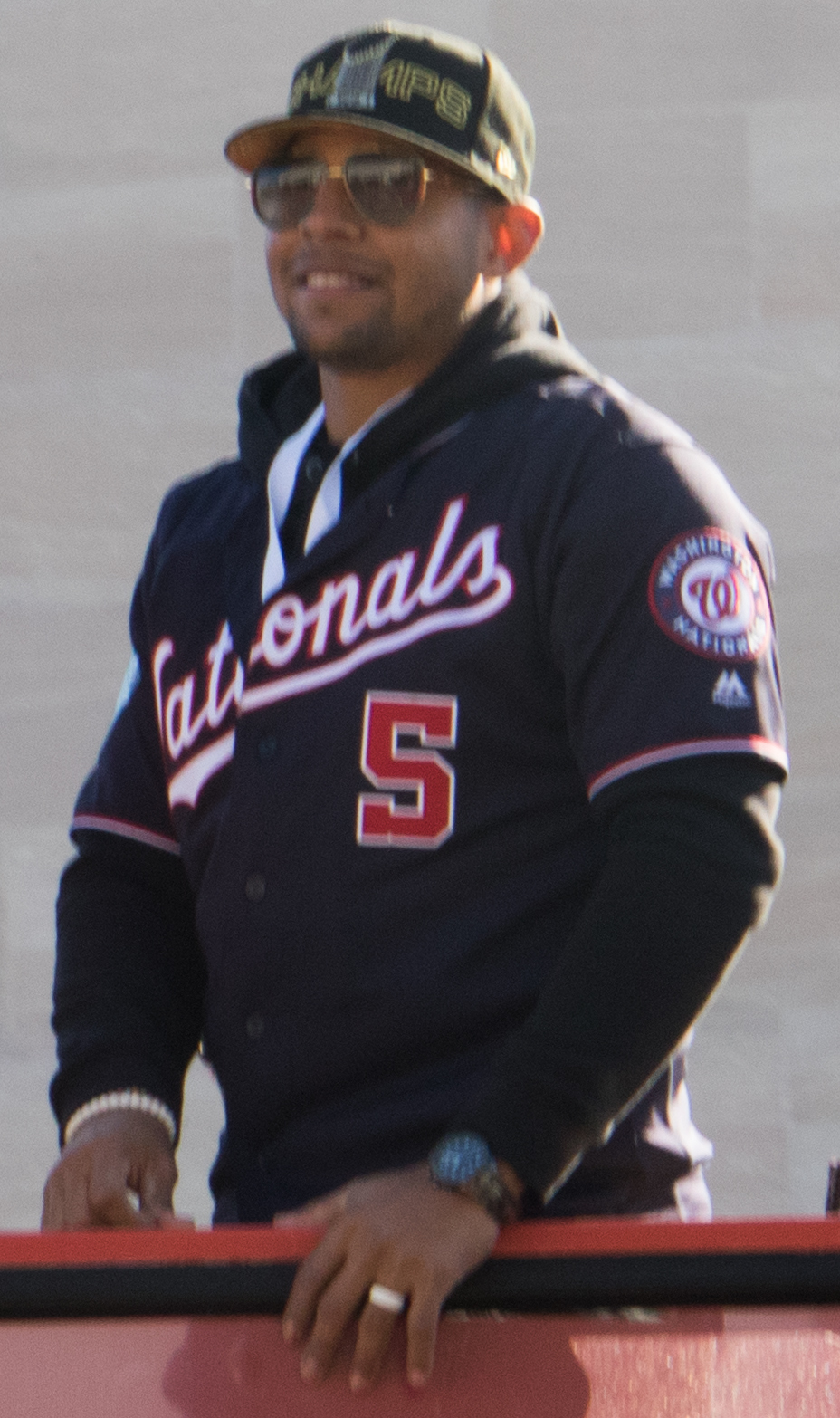
優勝パレードにて
（2019年11月2日）

2007年1月21日にワシントン・ナショナルズと契約し、プロ入り。契約後、傘下のルーキー級ドミニカン・サマーリーグ・ナショナルズでプロデビュー。42試合に出場して打率.269、1本塁打、19打点、4盗塁を記録した。。
2008年もルーキー級ドミニカン・サマーリーグ・ナショナルズでプレーし、59試合に出場して打率.276、3本塁打、32打点、21盗塁を記録した。
2009年にアメリカ本土へ渡る。この年はルーキー級ガルフ・コーストリーグ・ナショナルズでプレーし、24試合に出場して打率.246、5打点、3盗塁を記録した。
2010年はルーキー級ガルフ・コーストリーグ・ナショナルズとA級ヘイガーズタウン・サンズでプレーし、2球団合計で54試合に出場して打率.350、4本塁打、36打点、4盗塁を記録した。
2011年はA級ヘイガーズタウンでプレーし、131試合に出場して打率.262、3本塁打、51打点、25盗塁を記録した。
2012年はA+級ポトマック・ナショナルズでプレーし、101試合に出場して打率.269、3本塁打、32打点、25盗塁を記録した。
2013年もA+級ポトマックでプレーし、120試合に出場して打率.241、1本塁打、42打点、8盗塁を記録した。
2014年はA+級ポトマックとAA級ハリスバーグ・セネターズでプレーし、2球団合計で118試合に出場して打率.236、3本塁打、38打点、11盗塁を記録した。
2015年はルーキー級ガルフ・コーストリーグ・ナショナルズ、A+級ポトマック、AA級ハリスバーグでプレーし、3球団合計で82試合に出場して打率.280、3本塁打、22打点、9盗塁を記録した。
2016年はAA級ハリスバーグとAAA級シラキュース・チーフスでプレーし、2球団合計で111試合に出場して打率.249、28打点、7盗塁を記録した。
2017年はシーズン開幕前の3月に開催された第4回ワールド・ベースボール・クラシック（WBC）のコロンビア代表に選出された。シーズンでは開幕をAA級ハリスバーグで迎え、AAA級シラキュースを経て、6月30日にトレイ・ターナーが故障者リスト入りしたため、メジャー契約を結んでアクティブ・ロースター入りした。同日のセントルイス・カージナルス戦にて代打でメジャーデビュー。この年はメジャーで34試合に出場して打率.268、11打点を記録した。
2018年はメジャー28試合に出場し、打率.276、3打点を記録した。
2019年はAA級ハリスバーグで開幕を迎えた。また4月14日の試合において、ナショナルズ傘下マイナーでの出場試合数が1000試合に到達した。5月以降はメジャーとマイナーの昇降格を計5回繰り返し、この年も28試合の出場に終わった。
2020年はメジャーでの出場機会はなく、またマイナーリーグが新型コロナウイルスの感染拡大の影響で開催されなかったため、公式戦の出場はなかった。10月9日にマイナー契約となり、AAA級フレズノ・グリズリーズに送られた。
2021年はAAA級ロチェスター・レッドウイングスで開幕を迎え、7月30日にメジャー契約を結んでアクティブ・ロースター入り。16試合に出場した。オフの10月6日にFAとなった。11月10日にマイナー契約でナショナルズと再契約を結んだ。
2022年は、スプリングトレーニングに招待選手として参加した。開幕後はAAA級ロチェスターに所属し、79試合出場、打率.239、2本塁打、29打点、3盗塁を記録したが、オフの11月10日にFAとなった。

### 独立リーグ時代
2023年はシーズン開幕前の3月に開催された第5回WBCのコロンビア代表に選出された。4月24日にアトランティックリーグのスタテンアイランド・フェリーホークスと契約した。28試合に出場して打率.307を記録していたが、シーズン中の6月10日に現役を引退することが発表された。

## 詳細情報

### 年度別打撃成績
| 年 度    | 球 団    | 試 合 | 打 席 | 打 数 | 得 点 | 安 打 | 二 塁 打 | 三 塁 打 | 本 塁 打 | 塁 打 | 打 点 | 盗 塁 | 盗 塁 死 | 犠 打 | 犠 飛 | 四 球 | 敬 遠 | 死 球 | 三 振 | 併 殺 打 | 打 率 | 出 塁 率 | 長 打 率 | O P S |
| -------- | -------- | ----- | ----- | ----- | ----- | ----- | -------- | -------- | -------- | ----- | ----- | ----- | -------- | ----- | ----- | ----- | ----- | ----- | ----- | -------- | ----- | -------- | -------- | ----- |
| 2017     | WSH      | 34    | 75    | 71    | 6     | 19    | 7        | 0        | 0        | 26    | 11    | 0     | 2        | 2     | 0     | 1     | 0     | 1     | 25    | 2        | .268  | .288     | .366     | .654  |
| 2018     | WSH      | 28    | 59    | 58    | 8     | 16    | 2        | 1        | 0        | 20    | 3     | 0     | 0        | 0     | 0     | 1     | 0     | 0     | 8     | 0        | .276  | .288     | .345     | .633  |
| 2019     | WSH      | 28    | 32    | 31    | 3     | 7     | 0        | 0        | 0        | 7     | 1     | 0     | 0        | 0     | 0     | 1     | 0     | 0     | 10    | 0        | .226  | .250     | .226     | .476  |
| 2021     | WSH      | 16    | 38    | 35    | 5     | 9     | 2        | 0        | 0        | 11    | 1     | 0     | 0        | 0     | 0     | 3     | 1     | 0     | 4     | 2        | .257  | .316     | .314     | .630  |
| MLB：4年 | MLB：4年 | 106   | 204   | 195   | 22    | 51    | 11       | 1        | 0        | 64    | 16    | 0     | 2        | 2     | 0     | 6     | 1     | 1     | 47    | 4        | .262  | .287     | .328     | .615  |

- 2021年度シーズン終了時

### 年度別守備成績
内野守備
| 年 度 | 球 団 | 一塁（1B） | 一塁（1B） | 一塁（1B） | 一塁（1B） | 一塁（1B） | 一塁（1B） | 二塁（2B） | 二塁（2B） | 二塁（2B） | 二塁（2B） | 二塁（2B） | 二塁（2B） | 三塁（3B） | 三塁（3B） | 三塁（3B） | 三塁（3B） | 三塁（3B） | 三塁（3B） | 遊撃（SS） | 遊撃（SS） | 遊撃（SS） | 遊撃（SS） | 遊撃（SS） | 遊撃（SS） |
| 年 度 | 球 団 | 試 合      | 刺 殺      | 補 殺      | 失 策      | 併 殺      | 守 備 率   | 試 合      | 刺 殺      | 補 殺      | 失 策      | 併 殺      | 守 備 率   | 試 合      | 刺 殺      | 補 殺      | 失 策      | 併 殺      | 守 備 率   | 試 合      | 刺 殺      | 補 殺      | 失 策      | 併 殺      | 守 備 率   |
| ----- | ----- | ---------- | ---------- | ---------- | ---------- | ---------- | ---------- | ---------- | ---------- | ---------- | ---------- | ---------- | ---------- | ---------- | ---------- | ---------- | ---------- | ---------- | ---------- | ---------- | ---------- | ---------- | ---------- | ---------- | ---------- |
| 2017  | WSH   | -          | -          | -          | -          | -          | -          | 10         | 13         | 14         | 0          | 1          | 1.000      | 7          | 1          | 13         | 0          | 3          | 1.000      | 8          | 10         | 18         | 1          | 4          | .966       |
| 2018  | WSH   | -          | -          | -          | -          | -          | -          | 13         | 14         | 13         | 0          | 3          | 1.000      | 7          | 2          | 3          | 0          | 1          | 1.000      | -          | -          | -          | -          | -          | -          |
| 2019  | WSH   | 1          | 8          | 0          | 0          | 0          | 1.000      | 4          | 0          | 1          | 0          | 0          | 1.000      | 6          | 1          | 5          | 1          | 1          | .857       | 2          | 0          | 1          | 0          | 0          | 1.000      |
| MLB   | MLB   | 1          | 8          | 0          | 0          | 0          | 1.000      | 27         | 27         | 28         | 0          | 4          | 1.000      | 20         | 4          | 21         | 1          | 5          | .962       | 10         | 10         | 19         | 1          | 4          | .967       |

外野守備
| 年 度 | 球 団 | 左翼（LF） | 左翼（LF） | 左翼（LF） | 左翼（LF） | 左翼（LF） | 左翼（LF） |
| 年 度 | 球 団 | 試 合      | 刺 殺      | 補 殺      | 失 策      | 併 殺      | 守 備 率   |
| ----- | ----- | ---------- | ---------- | ---------- | ---------- | ---------- | ---------- |
| 2019  | WSH   | 1          | 0          | 0          | 0          | 0          | ----       |
| MLB   | MLB   | 1          | 0          | 0          | 0          | 0          | ----       |

- 2020年度シーズン終了時

### 背番号
- 5（2017年 - 2019年）
- 9（2021年）

### 代表歴
- 2017 ワールド・ベースボール・クラシック・コロンビア代表
- 2023 ワールド・ベースボール・クラシック・コロンビア代表